# 朱朱 (宗教)
朱朱（Juju或Ju-ju），在法語解東西或物件，是一種西非巫術信仰系統，包括諸如護身符和咒語。這個詞已被應用於傳統的西非宗教。
朱朱一詞及其相關做法，通過大西洋奴隸貿易從西非來到美洲。在一些地區，特別是保留非洲傳統的族群中仍然存活下來。

## 概觀
朱朱有時被用來確保執行合同，在一個典型的情況下，一名尼日利亞婦女被販賣到歐洲賣淫之前，巫師會按委託人要求在她身上會被佈下朱朱以確保她將收入償還她的販賣者，並且不會逃走。朱朱也常用於影響足球比賽的結果。
與一般相反，儘管有語言和精神上的相似性，但伏都教與朱朱沒有關係。 